# Lista najlepiej sprzedających się singli w Japonii
Japonia posiada drugi co do wielkości rynek muzyczny na świecie. W 1968 roku powstała organizacja Oricon publikująca aktualne dane dotyczące sprzedaży albumów oraz singli, oparte na danych ze sklepów muzycznych w całym kraju.
Lista przedstawia najlepiej sprzedające się single w historii w Japonii, na podstawie danych Oriconu, dlatego nie obejmuje ona singli wydanych przed 1968 roku.

## Najlepiej sprzedające się single w Japonii 1968-2006

### artystów japońskich
| Miejsce | Rok  | Sprzedaż  | Pozycja na liście | Tytuł                                     | Artysta                                                           |
| ------- | ---- | --------- | ----------------- | ----------------------------------------- | ----------------------------------------------------------------- |
| 1       | 1975 | 4 547 000 | 1 (11 tygodni)    | "Oyoge! Taiyaki-kun"                      | Masato Shimon                                                     |
| 2       | 1972 | 3 256 000 | 1 (16 tygodni)    | "Onna no Michi"                           | Miya Shiro                                                        |
| 3       | 2000 | 2 934 000 | 1 (5 tygodni)     | "Tsunami"                                 | Southern All Stars                                                |
| 4       | 1999 | 2 918 000 | 1 (3 tygodnie)    | "Dango 3 Kyodai"                          | Kentarou Hayami, Ayumi Shigemori, Himawari Kids, Dango Gasshoudan |
| 5       | 1992 | 2 895 000 | 1 (6 tygodni)     | "Kimi ga Iru Dake de"                     | Kome Kome Club                                                    |
| 6       | 1991 | 2 822 000 | 1 (13 tygodni)    | "Say Yes"                                 | Chage & Aska                                                      |
| 7       | 1994 | 2 766 000 | 1 (3 tygodnie)    | "Tomorrow Never Knows"                    | Mr Children                                                       |
| 8       | 1991 | 2 587 000 | 1 (7 tygodni)     | "Oh! Yeah!" / "Love Story wa Totsuzen ni" | Kazumasa Oda                                                      |
| 9       | 2003 | 2 573 000 | 1 (7 tygodni)     | "Sekai ni Hitotsu dake no Hana"           | SMAP                                                              |
| 10      | 1995 | 2 488 000 | 1                 | "Love Love Love" / "Arashi ga Kuru"       | Dreams Come True                                                  |

### artystów międzynarodowych
| Miejsce | Rok  | Sprzedaż  | Pozycja na liście | Tytuł                                                                  | Artysta            |
| ------- | ---- | --------- | ----------------- | ---------------------------------------------------------------------- | ------------------ |
| 1       | 1976 | 1 924 000 | 1                 | "Beautiful Sunday" / "Sleepy Head"                                     | Daniel Boone       |
| 2       | 1995 | 1 241 160 | 1                 | "To Love You More"                                                     | Céline Dion        |
| 3       | 1994 | 1 100 000 | 2                 | "All I Want for Christmas Is You"                                      | Mariah Carey       |
| 4       | 1992 | 810 080   | 5                 | "I Will Always Love You"                                               | Whitney Houston    |
| 5       | 1968 | 810 000   | 1                 | "The Sound of Silence"                                                 | Simon & Garfunkel  |
| 6       | 1970 | 750 000   | 1                 | "Otoko no Sekai (Mandom: The Lovers of the World)"                     | Jerry Wallace      |
| 7       | 1983 | 750 000   | 1                 | "Flashdance What a Feeling"                                            | Irene Cara         |
| 8       | 1980 | 673 850   | 1                 | "I'm in the Mood for Dancing"                                          | The Nolans         |
| 9       | 1971 | 670 000   | 1                 | "Ani Holem Al Naomi"                                                   | Hedva and David    |
| 10      | 1984 | 670 000   | 12                | "Last Christmas"                                                       | Wham!              |
| 11      | 1997 | 630 000   | 1                 | "Candle in the Wind 1997" / "Something About the Way You Look Tonight" | Elton John         |
| 12      | 1973 | 592 000   | 5                 | "Yesterday Once More"                                                  | The Carpenters     |
| 13      | 1977 | 568 000   | 2                 | "Sky High"                                                             | Jigsaw             |
| 14      | 1970 | 558 000   | 6                 | "Let It Be"                                                            | The Beatles        |
| 15      | 1997 | 555 000   | 2                 | "Venus"                                                                | Shocking Blue      |
| 16      | 1976 | 542 000   | 5                 | "I Need to be in Love" / "Top of the World"                            | The Carpenters     |
| 17      | 1991 | 518 000   | 3                 | "Welcome to the Edge"                                                  | Billie Hughes      |
| 17      | 1968 | 517 000   | 1                 | "Massachusetts"                                                        | Bee Gees           |
| 19      | 1971 | 505 000   | 2                 | "Never Marry a Railroad Man"                                           | Shocking Blue      |
| 20      | 1971 | 475 000   | 5                 | "Tombe La Neige"                                                       | Salvatore Adamo    |
| 21      | 1976 | 473 000   | 11                | "Jolene"                                                               | Olivia Newton-John |
| 22      | 1977 | 471 000   | 2                 | "The Stranger"                                                         | Billy Joel         |
| 23      | 1968 | 467 000   | 1                 | "Those Were the Days"                                                  | Mary Hopkin        |
| 24      | 1990 | 465 000   | 4                 | "If We Hold on Together"                                               | Diana Ross         |
| 25      | 1970 | 458 000   | 7                 | "Mister Monday"                                                        | Original Caste     |
| 26      | 1970 | 454 000   | 3                 | "Melody Fair"                                                          | Bee Gees           |
| 27      | 1976 | 436 000   | 6                 | "Take Me Home, Country Roads"                                          | Olivia Newton-John |
| 28      | 1971 | 424 000   | 2                 | "Mammy Blue"                                                           | The Pop-Tops       |
| 29      | 1968 | 421 000   | 2                 | "Daydream Believer"                                                    | The Monkees        |
| 30      | 1976 | 416 000   | 7                 | "Soul Dracula"                                                         | Hot Blood          |